# Silidiscodon obscurum
Silidiscodon obscurum is een keversoort uit de familie soldaatjes (Cantharidae). De wetenschappelijke naam van de soort werd in 1945 gepubliceerd door Wittmer.